# 21 cm Kanone 38
Il 21 cm Kanone 38, abbreviato in 21 K 38, era un cannone pesante tedesco utilizzato dalla Wehrmacht durante la seconda guerra mondiale.

## Storia
Lo sviluppo dell'arma iniziò nel 1938 dopo il successo riscosso da Krupp con il suo 21 cm Mörser 18, ma non entrò in servizio che nel 1941. Il pezzo derivava dal Mrs 18, con un affusto migliorato che ne accelerava i tempi di spostamento e messa in batteria.
La produzione pianificata inizialmente era prevista in oltre 60 pezzi per la Krupp e 40 per la Škoda. Tuttavia negli stabilimenti la precedenza venne assegnata al 12,8 cm PaK 44 e soprattutto al 12,8 cm FlaK 40 antiaereo, indispensabile per la difesa aerea del Terzo Reich. Inoltre lo Heer ritenne il calibro 210 mm non più rispondente alle proprie necessità. La produzione del primo lotto di 15 armi venne quindi bloccata dopo la consegna dell'ottavo pezzo. Un obice fu venduto al Giappone ed inviato tramite sottomarino.
Tutti i pezzi dello Heer furono assegnati ai Artillerie-Abteilungen 767 e 768, gli unici a schierare pezzi in calibro 21 durante la guerra. Alcuni furono poi assegnati all'artiglieria costiera.

## Tecnica
La canna era lunga 55,5 calibri, quindi 11,62 m, con otturatore a cuneo orizzontale. L'affusto. Canna ed affusto erano scomponibili e trasportabili in due vetture; l'affusto, tramite i due inviti inclinati alle estremità, veniva caricato su due avantreni. Il pezzo poteva essere messo in batteria su una apposita piattaforma a perno centrale, stabilizzata da tre tiranti con vomeri, che consentiva il brandeggio totale.

## Munizionamento
L'obice sparava la granata 21 cm Gr 28 ad alto esplosivo, pesante 120 kg. Erano disponibili tre cariche in bossolo metallico. La carica leggera (kleine Ladung) pesava 34 kg e spingeva il proietto a 680 m/s; la carica media (mittlere Ladung) era composta da 42,2 kg di propellente, con una velocità alla volata di 796 m/s; la carica più potente (grosse Ladung) pesava 60,2 kg e sviluppava una velocità di 905 m/s.